# Házi tintagomba
A házi tintagomba (Coprinellus domesticus) a porhanyósgombafélék családjába tartozó, Európában és Észak-Amerikában honos, lombos fák korhadó törzsén, ágain élő, nem ehető gombafaj. 

## Megjelenése
A házi tintagomba kalapja 3-7 cm széles; fiatalon tojásdad, majd domborúan vagy kúposan kiterül. Színe fiatalon mézsárga, szélén fehéres; idővel megszürkül, közepe barnássá sötétedik. Felszínét apró pikkely- vagy szemcseszerű burokmaradványok borítják, amelyek idővel lekophatnak. Szélétől majdnem a közepéig finoman bordázott. 
Húsa igen vékony, törékeny. Színe fehér, idősen kissé feketén elfolyósodik. Szaga és íze nem jellegzetes, gombaszerű.
Viszonylag sűrű lemezei tönkhöz nőttek vagy szabadon állók. Színük fiatalon fehér, később szürkévé, idősen feketévé sötétednek. 
Tönkje 4-10 cm magas és max. 1 cm vastag. Alakja egyenletesen hengeres, töve gumósan megvastagodhat, üreges. Felszíne sima, színe fehér, alja barnássárga lehet. A tönk többnyire kiterjedt narancssárga vagy barnássárga, gyapjas-szőrös, sűrű micéliumfonadékból (úm. ozóniumból) nő ki; ennek funkciója nem ismert. 
Spórapora fekete vagy feketésbarna. Spórája elliptikus, sima, csírapórusa excentrikus, mérete 6-9 x 3,5-5 µm.

### Hasonló fajok
Hasonló ozóniumot csak a szöszös tintagomba fejleszt, amelytől szinte csak spórájának méretében különbözik. Néha ozónium nélkül nő; ilyenkor nehéz megkülönböztetni rokonaitól, pl. a kerti tintagombától vagy a sárgaszemcsés tintagombától. 

## Elterjedése és termőhelye
Európában és Észak-Amerikában honos. Magyarországon gyakori.  
Lombos fák elhalt tuskóján, törzsén vagy talajon (eltemetett faanyagon) található meg egyesével vagy kisebb csoportokban. Néha házakban is előfordul, nedves faanyagon a pincékben vagy akár fürdőszobai gyékényszőnyegeken. Májustól októberig, leginkább nyár elején terem. 

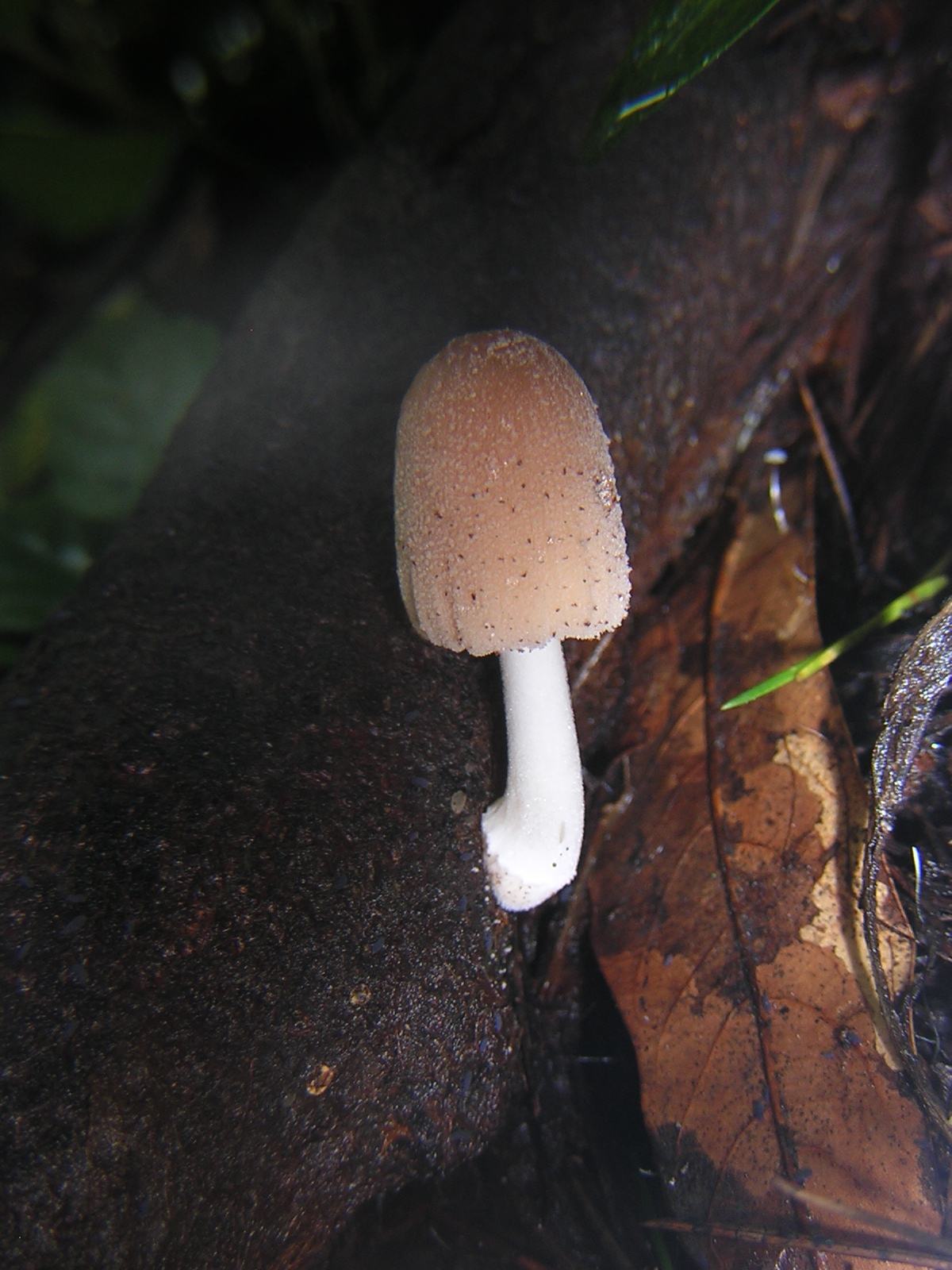
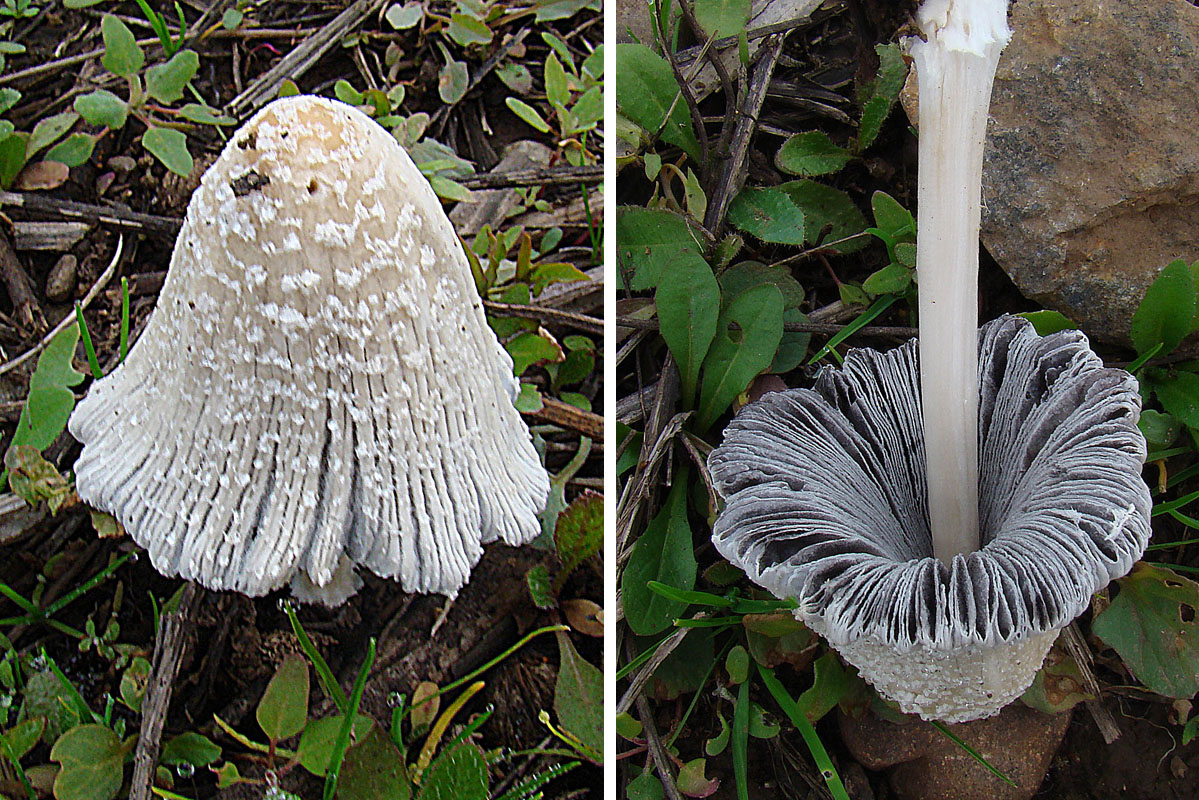
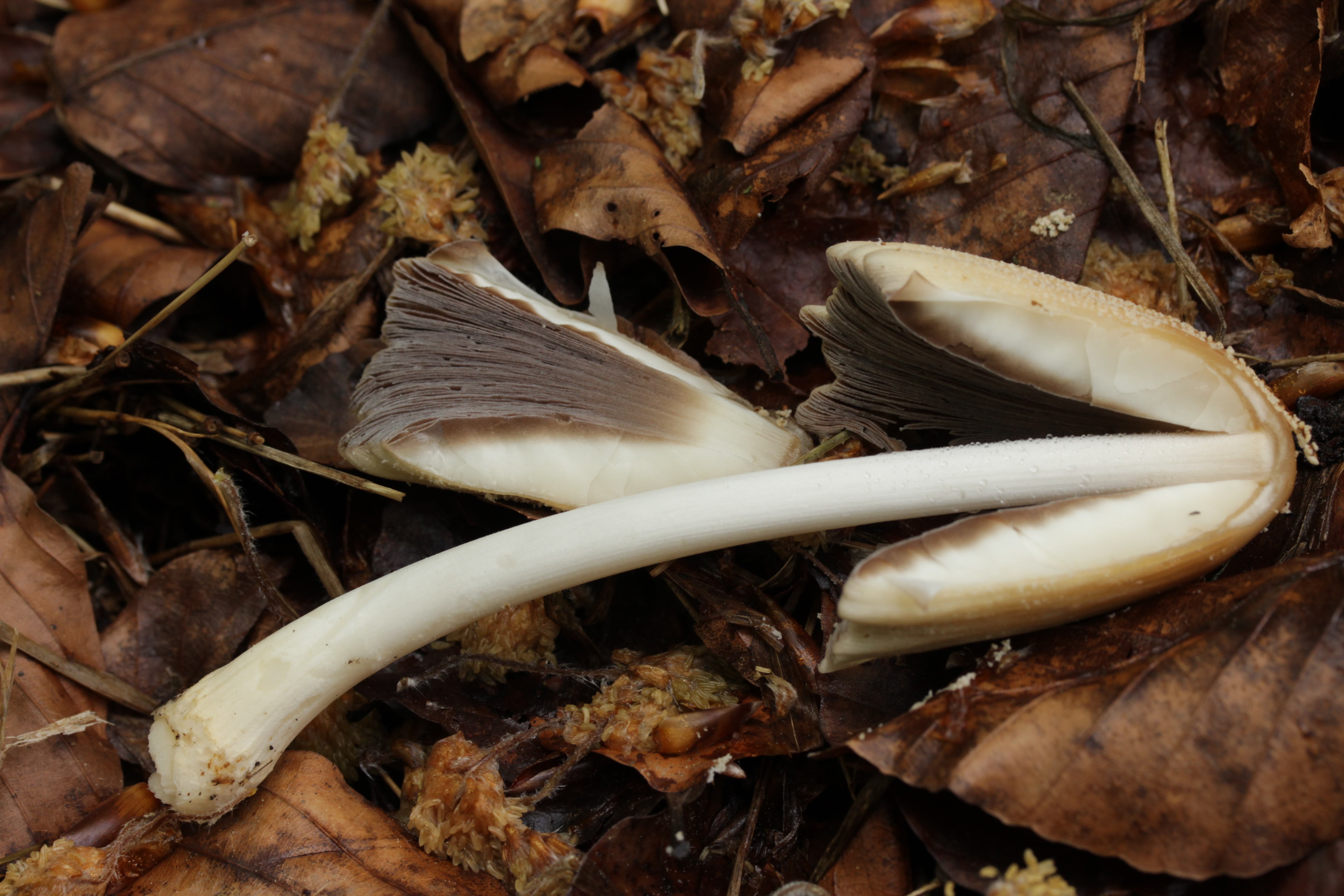
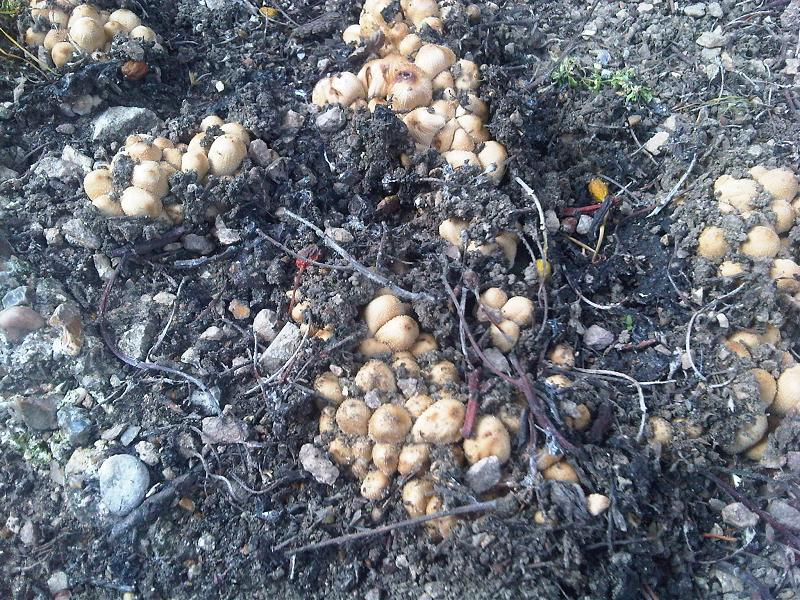
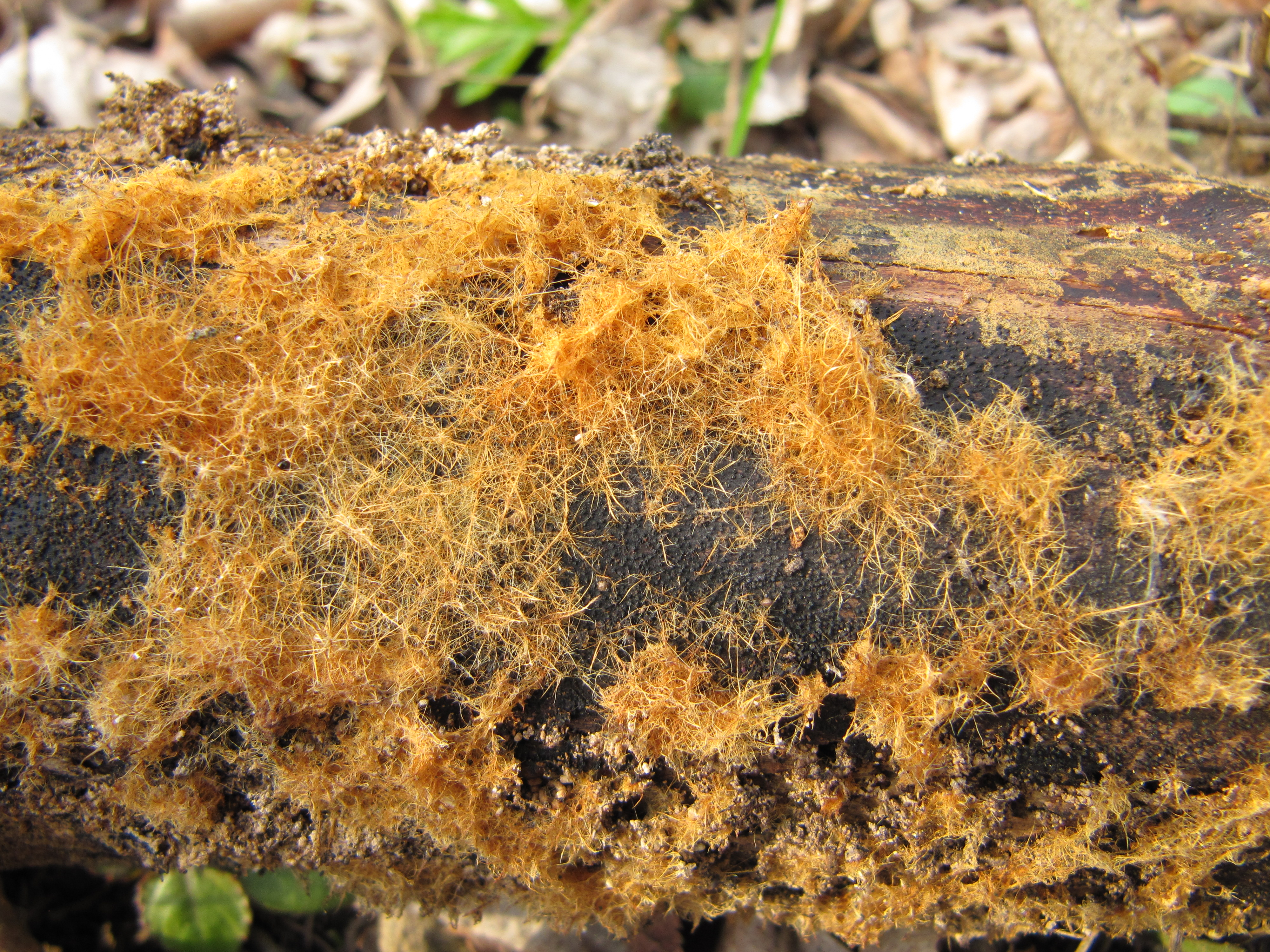

Nem ehető. 